# Szkawa
Szkawa (biał. Шкава; ros. Шкава, Szkawa; pol. hist. Szków, Szkowa) – wieś na Białorusi, w obwodzie homelskim, w rejonie oktiabrskim, w sielsowiecie Oktiabrski, nad Nieratówką.

## Historia
W XIX i w początkach XX w. wieś i majątek ziemski należący do Wańkowiczów, położone w Rosji, w guberni mińskiej, w powiecie bobrujskim, w gminie Rudobiełka (Karpiłówka). Znajdowały się tu wówczas dwór z księgozbiorem, młyny oraz cerkiew prawosławna, będąca filią parafii w Rudobiełce.
Po I wojnie światowej pod administracją polską, w Zarządzie Cywilnym Ziem Wschodnich, w okręgu mińskim, w powiecie bobrujskim. W wyniku traktatu ryskiego znalazła się w granicach Związku Sowieckiego. Od 1991 w niepodległej Białorusi.